# Czyże (plaats)
Czyże is een dorp in het Poolse woiwodschap Podlachië, in het district Hajnowski. De plaats maakt deel uit van de gemeente Czyże en telt 590 inwoners.